# Observatoire astronomique de Gaocheng
L'observatoire astronomique de Gaocheng (登封观星台), aussi appelé observatoire de Dengfeng, est un site historique situé dans le sanctuaire du duc de Zhou à Gaocheng près Dengfeng dans la province du Henan en Chine. Ce site a une longue tradition d'observations astronomiques, depuis l'époque de la dynastie Zhou de l'Ouest jusqu'au début de la dynastie Yuan. Il existe également un gnomon utilisé pour le calendrier Da Yan en 729 après J.C. et le grand observatoire de la dynastie Yuan. Dans le cadre des « Monuments historiques de Dengfeng au centre du ciel et de la terre », l'observatoire est inscrit au patrimoine mondial de l'UNESCO en 2010.

## Histoire

### Dynastie Zhou de l'Ouest
On pense que le duc de Zhou (vers 1042 avant J.C.) a érigé à cet endroit un ceyingtai (observatoire mesurant l'ombre ou gnomon) pour observer le Soleil, car il croyait que cette zone était le centre du ciel et de la terre. Son intérêt pour les mathématiques et l'astronomie/astrologie est rapporté dans le Zhoubi Suanjing.

### Dynastie Tang
L'astronome Yi Xing (683–727) de la dynastie Tang a fait construire 20 gnomons standardisés répartis dans toute la Chine pour mesurer l'équation du temps en fonction de la situation géographique. À la suite d'une proposition de Liu Zhuo en 604, 10 d'entre eux sont alignés le long du méridien 114° à l'est de Greenwich depuis l'Asie centrale jusqu'au Viêt Nam afin de déterminer la circonférence de la Terre et les écarts par rapport à une sphère parfaite. L'un de ces 10 observatoires est situé à Gaocheng et les observations sont utilisées pour établir le calendrier Da Yan.
Au sud de l'observatoire, dans le temple dédié à Zhou Gong, se trouve une règle shigui réalisée par Yi Xing. Selon le Zhou Li (Rites des Zhou), cet endroit est le centre de la Terre.

### Dynastie Yuan
Le grand observatoire est construit en 1276 au début de la dynastie Yuan sur ordre de Kubilai Khan et est conçu par les astronomes Guo Shoujing (1231-vers 1215) et Wang Xun (1235-1281) pour observer le mouvement du Soleil, les étoiles et mesurer le temps.
Il est construit en pierres et en briques et comporte deux parties : le corps et le shigui (aussi appelé « règle pour mesurer le ciel »). Il mesure 9,46 mètres de haut à lui seul, et 12,62 mètres si l'on inclut les murs protecteurs du dessus. Le gnomon, peu conventionnel, est une barre montée horizontalement entre les 2 caissons. Le shigui, qui s'étend vers l'extrême nord, mesure 31,19 mètres de long et 0,53 mètre de large. Il est composé de 36 pierres carrées surmontées de deux cours d'eau parallèles pour vérifier son niveau. L'emplacement du shigui est conforme à la direction que nous prenons aujourd'hui pour mesurer le méridien. Pendant la mesure, une poutre est placée à travers les rainures. Le jingfu (un instrument avec de nombreux trous) sur les voies navigables est utilisé pour mesurer les nuances, dont la précision est inférieure à 2 millimètres. Au solstice d'hiver, la longueur de l'ombre à midi est presque aussi longue que celle du shigui.
Les observations très précises ont servi au nouveau calendrier shoushi (« calendrier d'attribution des saisons ») de 1281, qui fut utilisé pendant 364 ans. C'est de loin le calendrier le plus avancé pour l'époque. La durée de l'année tropique est déterminée à 365 jours, 5 heures, 49 minutes et 20 secondes, valeur conforme à celle du calendrier grégorien, obtenue 300 ans plus tard.
En 1787, Pierre-Simon de Laplace applique ces mesures pour vérifier ses calculs sur les changements séculaires de l'obliquité de l'écliptique et de l'excentricité de l'orbite terrestre.
Il s'agit du premier d'une série de 27 observatoires construits au début de la dynastie Yuan.

## Galerie

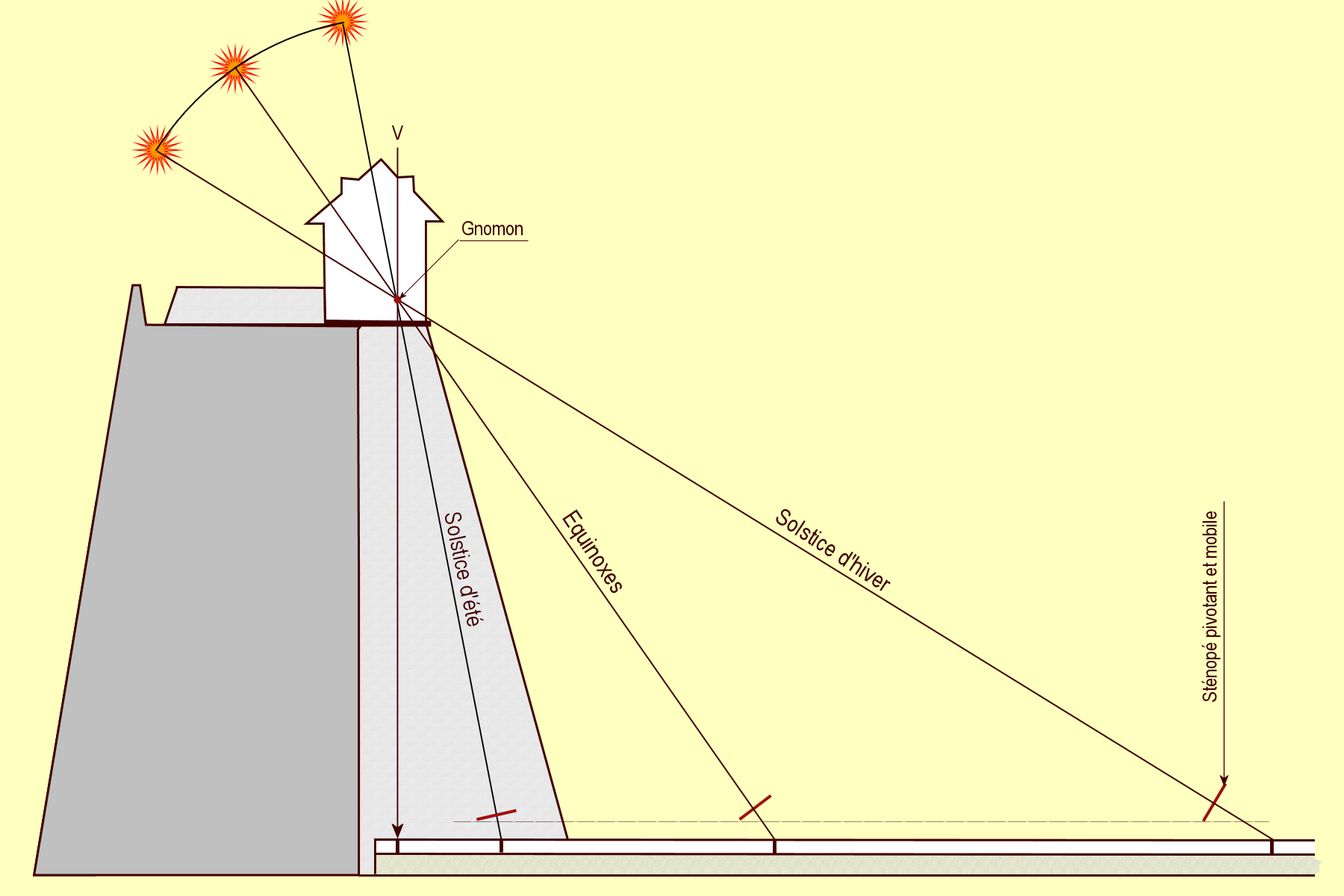
Schéma des observations sur le shigui
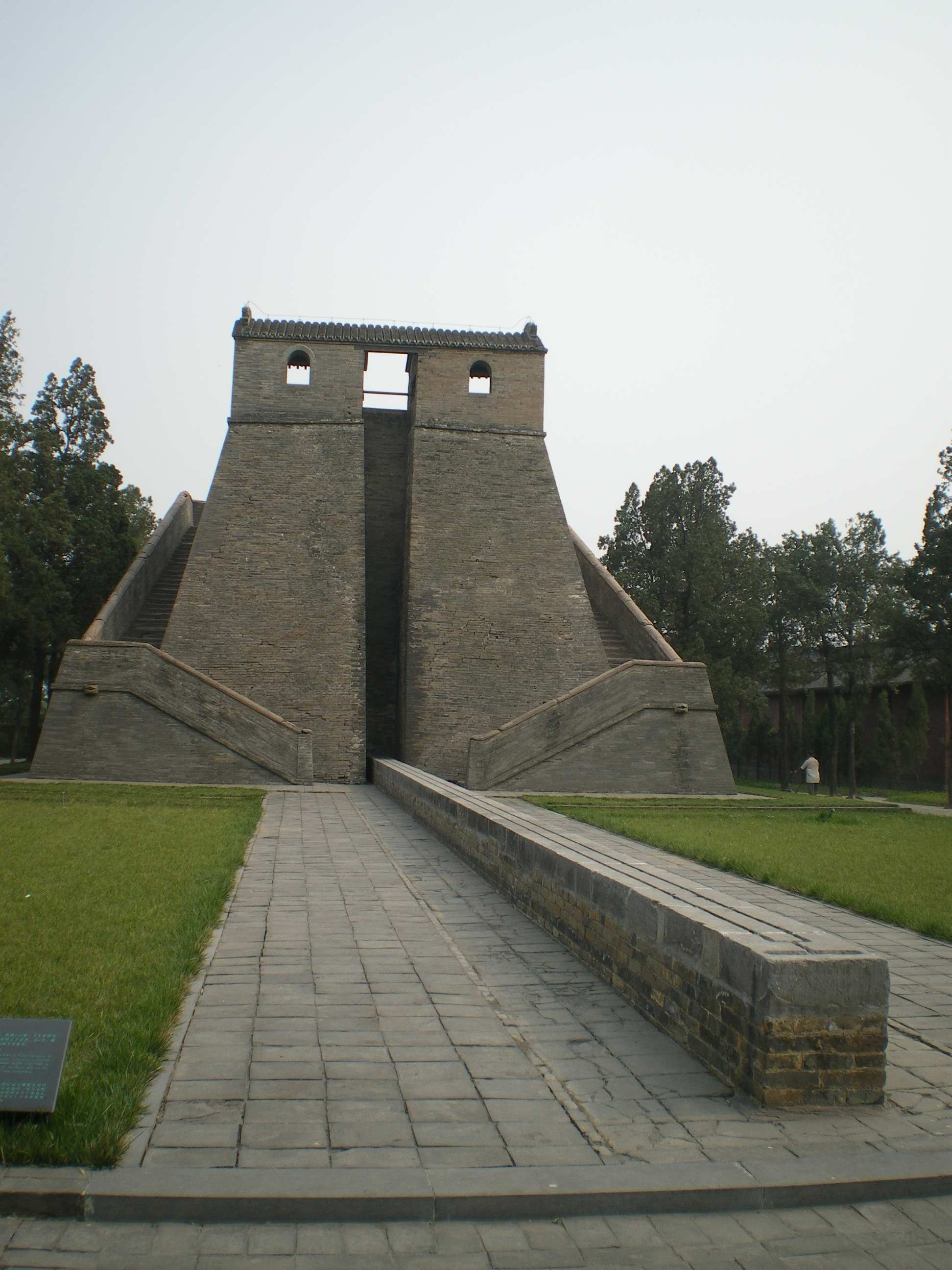
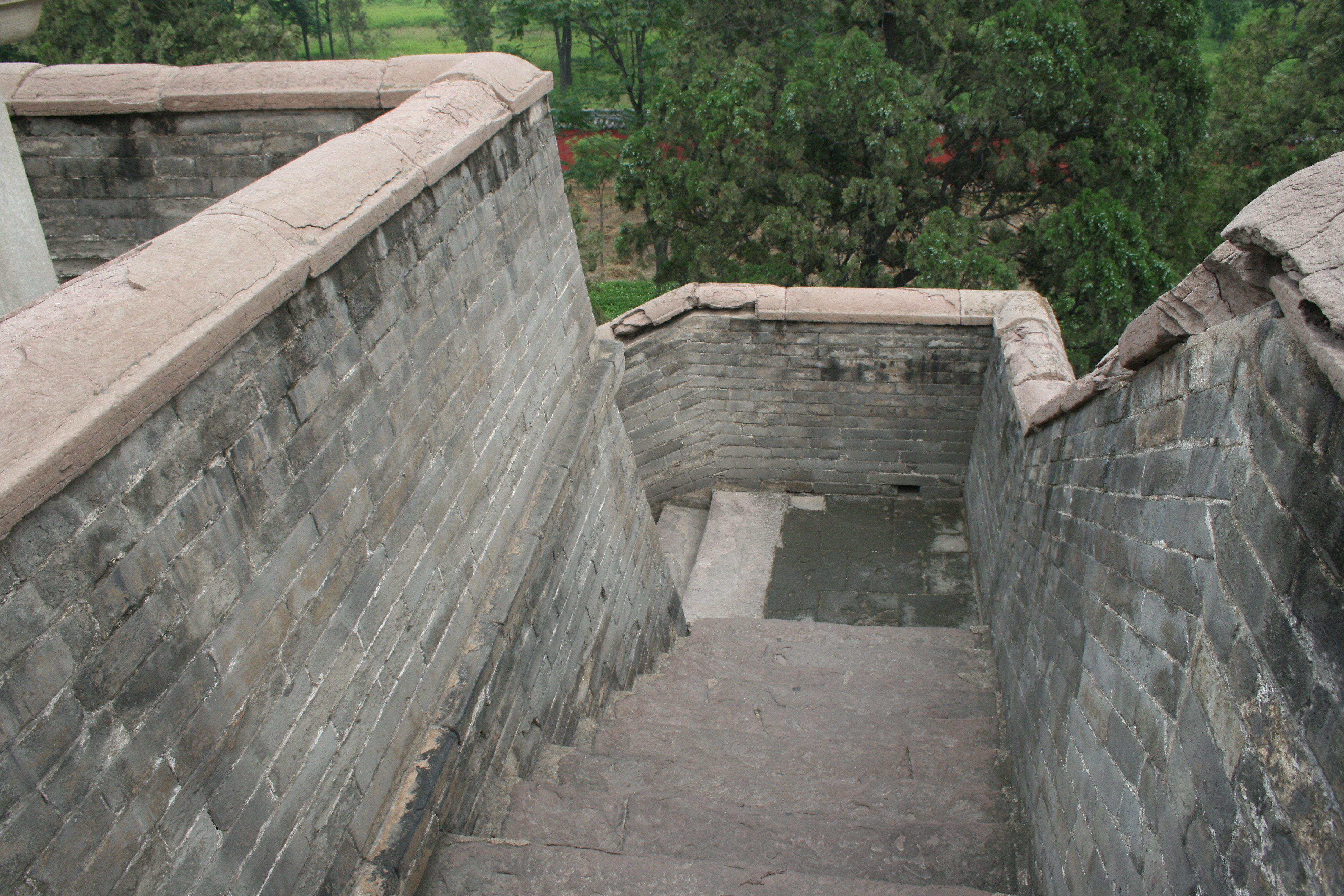
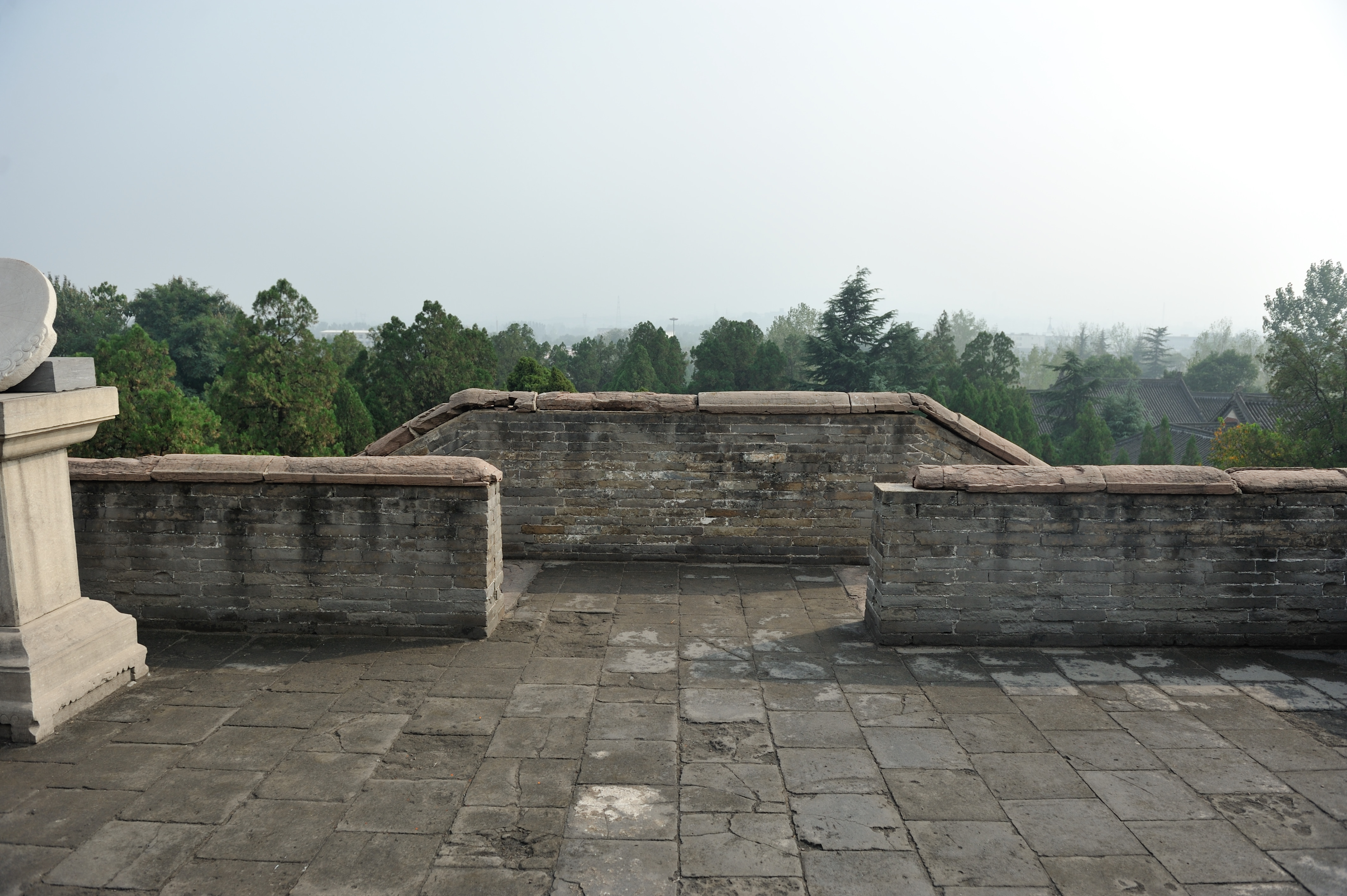
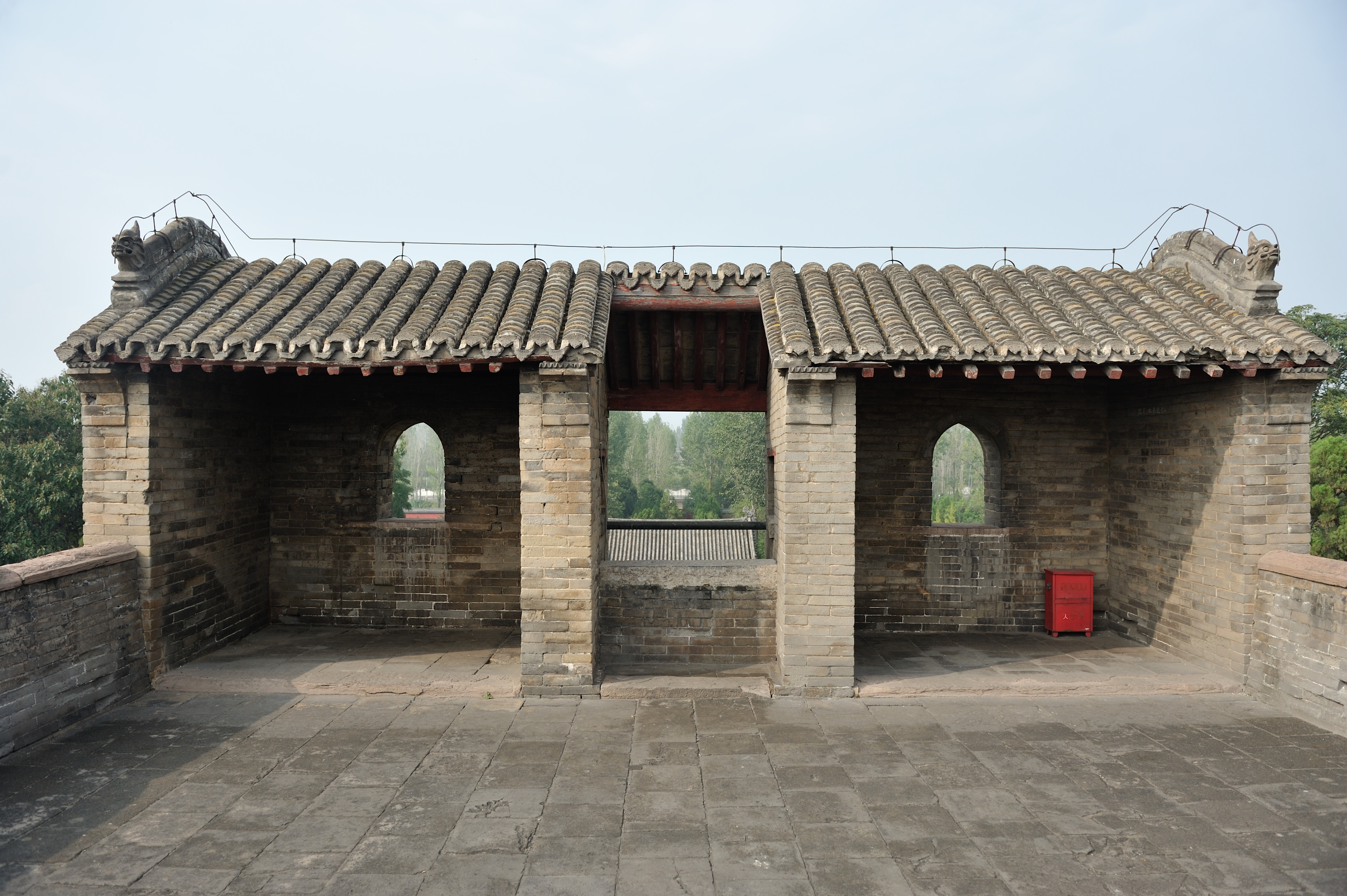
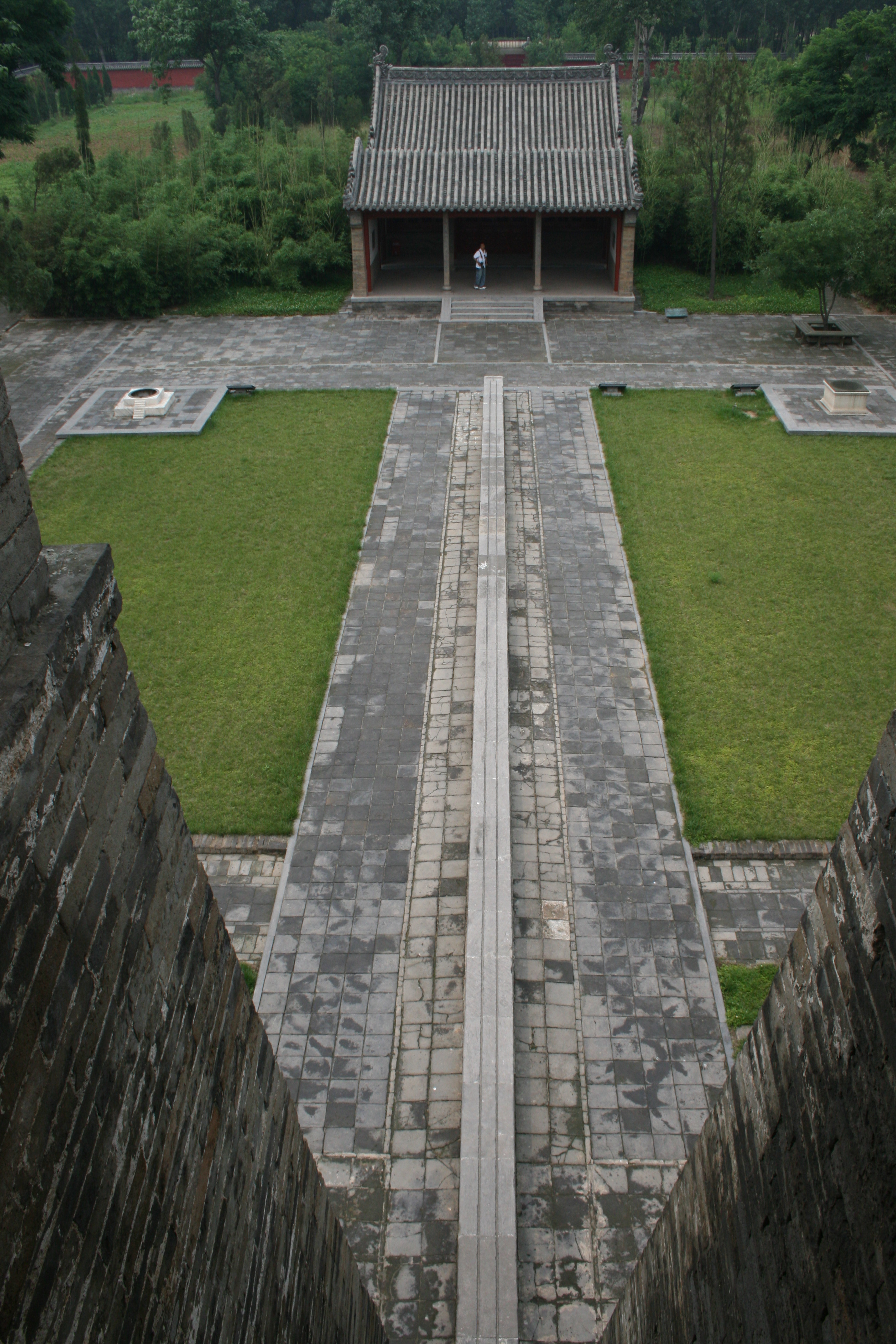
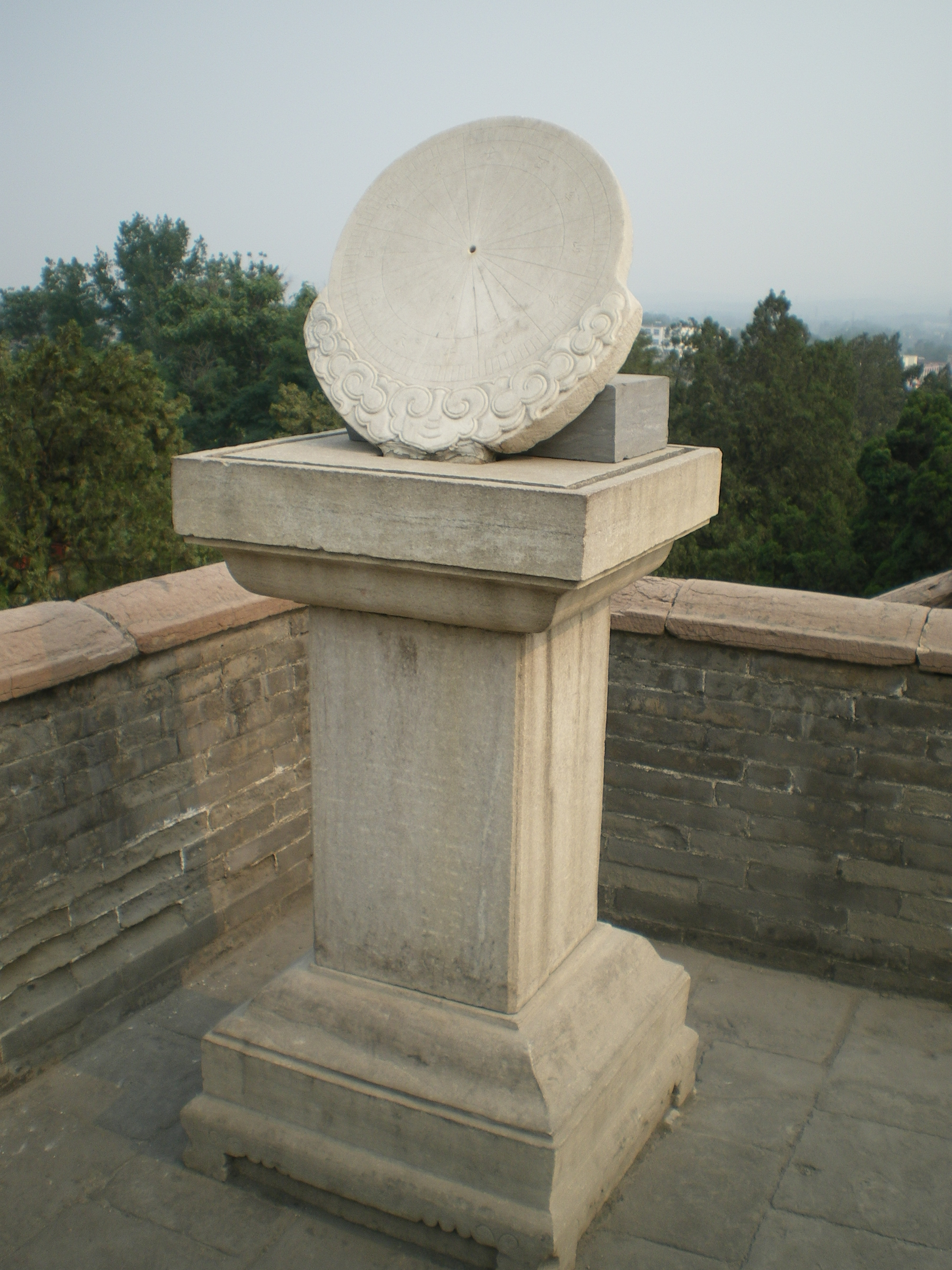